# Командный чемпионат СССР по спидвею 1979

## Высшая Лига
| М | Команда                    | Матч | Очки |
| - | -------------------------- | ---- | ---- |
| 1 | «Башкирия», г. Уфа         | 10   | 16   |
| 2 | «Сибирь», г. Новосибирск   | 10   | 16   |
| 3 | «Турбина», г. Балаково     | 10   | 10   |
| 4 | «Нефтяник», г. Октябрьский | 10   | 8    |
| 5 | «Баррикада», г. Ленинград  | 10   | 6    |
| 6 | «Жигули», г. Тольятти      | 10   | 4    |

## Первая лига

### Финал
г. Шахты
| М | Команда                    | Матч | Очки |
| - | -------------------------- | ---- | ---- |
| 1 | «Гидропривод», г. Шахты    | 1    | 2    |
| 2 | «Локомотив», г. Даугавпилс | 1    | 0    |
|   | «Восток», г. Владивосток   |      | НС   |
|   | «Труд», г. Мелеуз          |      | ДСК  |

### 1 зона
| М | Команда                    | Матч | Очки |
| - | -------------------------- | ---- | ---- |
| 1 | «Локомотив», г. Даугавпилс | 10   | 20   |
| 2 | «Стрела», г. Луховицы      | 10   | 16   |
| 3 | «Ригатранс», г. Рига       | 10   | 12   |
| 4 | «Лтава», г. Полтава        | 10   | 5    |
| 5 | «Восход», г. Вознесенск    | 10   | 4    |
| 6 | «Шахтёр», г. Червоноград   | 10   | 3    |
|   | «Сигнал», г. Ровно         |      | ИСК  |

### 2 зона
| М | Команда                    | Матч | Очки |
| - | -------------------------- | ---- | ---- |
| 1 | «Гидропривод», г. Шахты    | 8    | 12   |
| 2 | «Тайфун», г. Элиста        | 8    | 8    |
| 3 | «Вятка», г. Вятские Поляны | 8    | 8    |
| 4 | «Цементник», г. Черкесск   | 8    | 6    |
| 5 | «Арциви», г. Тбилиси       | 8    | 6    |

### 3 зона
| М | Команда                  | Очки | Матч |
| - | ------------------------ | ---- | ---- |
| 1 | «Восток», г. Владивосток | 17   | 10   |
| 2 | «Салават», г. Салават    | 16   | 10   |
| 3 | «Кузбасс», г. Кемерово   | 15   | 10   |
| 4 | «Урал», г. Стерлитамак   | 5    | 10   |
| 5 | «Омич», г. Омск          | 4    | 10   |
| 6 | «Монтажник», г. Тюмень   | 3    | 10   |
|   | «Труд», г. Мелеуз ИСК.   |      |      |
|   | «Луч», г. Фергана ИСК.   |      |      |

В соревнованиях третьей зоны, кроме перечисленных выше команд участвовали команды «Луч» (Фергана) и «Труд» (Мелеуз). В таблице их нет по следующей причине.
Телеграммой из Ферганы было сообщено, что встреча между этими командами закончилась с ничейным счетом (54:54). На этом основании команда «Труд» была допущена к финальным соревнованиям за право выхода в высшую лигу. Однако впоследствии было выявлено, что команда «Труд» проиграла команде «Луч» (47:61) и, следовательно, право участия в финальных гонках имела команда «Восток», набравшая на одно очко больше. Рассмотрев этот беспрецедентный случай президиум ФМС СССР принял следующее решение:
1. Результаты выступления команд «Луч» и «Труд» в чемпионате СССР среди клубных команд I-й лиги — аннулировать.
2. Потребовать от ФМС Уз ССР и БАССР строго наказать виновных в этом подлоге и рассмотреть вопрос о возможности дальнейшего их использования на работе, связанной с воспитанием спортсменов.
3. Результаты финальных соревнований I-й лиги аннулировать.
Считать целесообразным повторно эти встречи не проводить, а перевести в высшую лигу обе команды — участницы финала — «Гидропривод» и «Локомотив».
4. Команде «Восток» присудить 1-е место в третьей зоне и шестое в чемпионате СССР среди команд 1-й лиги.
5. Предложить руководству команды «Труд» вернуть в ЦАМК ДОСААФ СССР все награды, полученные за 1-е место в зоне и 3-е место в чемпионате СССР.

## Медалисты
| «Башкирия», г. Уфа       | Н.Корнев, М.Старостин, О.Рахимов, Ю.Николаев, А.Халявин, А.Мухин, Е.Витрик, В.Нугаев, Р.Саитгареев, Е.Токунов, И.Елеусизов, .Давлетгалеев |
| «Сибирь», г. Новосибирск | В.Кузнецов, В.Пазников, А.Павлюченко, Ю.Дубинин, Ю.Павлюченко, Г.Щербинин, В.Клычков, П.Беляев, В.Никипелов, С.Дюжев, С.Архангельский     |
| «Турбина», г. Балаково   | Вал. Гордеев, С.Денисов, А.Миклашевский, В.Панькин, Н.Симонов, В.Яшков, В.Дубс, Н.Лукьянов, В.Михайлов, И.Батищев, В.Шляпугин, О.Волохов  |